# إميليو إيمانزور
إميليو إيمانزور (بالإسبانية: Emilio Umanzor)‏ هو مدرب كرة قدم ولاعب كرة قدم هندوراسي في مركز الدفاع، ولد في 19 أكتوبر 1973 في اولانتشيتو ‏ في هندوراس. لعب مع C.D. Social Sol ‏.